# Abraxas deminuta
Abraxas deminuta là một loài bướm đêm trong họ Geometridae.